# Anne Franks sista dagar
Anne Franks sista dagar (The Attic: The Hiding of Anne Frank) är en dramafilm från 1988, regisserad av John Erman. Filmen bygger på Miep Gies upplevelser i samband med familjen Franks tid i gömstället. Filmen har 11-årsgräns.  

## Medverkande
- Mary Steenburgen - Miep Gies
- Paul Scofield - Otto Frank
- Lisa Jacobs - Anne Frank
- Huub Stapel - Jan Gies
- Eleanor Bron - Edith Frank
- Frances Cuka - Petronella Van Daan
- Victor Spinetti - Herman Van Daan
- Miriam Karlin - Mrs. Samson
- Ian Sears - Peter van Daan
- Georgia Slowe - Margot Frank
- Isabelle Amyes as Elli Vossen
- Ronald Pickup - Mr. Jo Koophuis
- Gary Raymond - Mr. Victor Kraler
- Jeffrey Robert - Dr. Albert Dussel
- Edda Barends - Charlotte Kaletta (Lotte Dussel)
- Tom Wilkinson - Karl Silberbauer